# Protopterna
Protopterna är ett släkte av fjärilar. Protopterna ingår i familjen vecklare.
Kladogram enligt Catalogue of Life:
| Protopterna | \| \| Protopterna chalybias \| \| \| \| \| \| Protopterna citrophanes \| \| \| \| \| \| Protopterna eremia \| \| \| \| |
|             | \| \| Protopterna chalybias \| \| \| \| \| \| Protopterna citrophanes \| \| \| \| \| \| Protopterna eremia \| \| \| \| |
|             | Protopterna chalybias                                                                                                  |
|             | |
|             | Protopterna citrophanes                                                                                                |
|             | |
|             | Protopterna eremia |
|             | |